# Aceras anthropophorum
Aceras anthropophorum é uma espécie botânica pertencente à família das orquídeas (Orchidaceae). É a única espécie do género Aceras. Distribui-se pela Europa, desde a Grã-Bretanha até ao Norte de África. Os seus nomes comuns são erva-dos-rapazinhos e erva-do-homem-enforcado.

## Etimologia
Às anthropophorum dá-se o nome de "orquídeas-homem" devido à forma da flor (o labelo assemelha-se a um corpo).

## Sinônimos
- Aceras anthropomorpha (Pers.) Steud. 1840
- Aceras anthropophorum (L.) Sm. 1818
- Arachnites anthropophora F.W. Schmidt 1793
- Loroglossum anthropophorum (L.) Rich. 1818
- Loroglossum brachyglotte Rich. 1818
- Ophrys anthropophora L. 1753
- Orchis anthropophora All. 1785
- Satyrium anthropomorpha Pers. 1807
- Satyrium anthropophora Pers. 1807
- Serapias anthropophora (L.) J. Jundz. 1791

## Distribuição e habitat
São encontradas na região mediterrânea e oeste da Europa; ao norte, atinge a Holanda e o centro da Inglaterra. Desenvolve-se em prados e terrenos sob luz solar direta ou meia sombra. Se desenvolve em montanhas, encostas e escarpas, em solos soltos, pedregosos, secos e escassamente desenvolvidos, muitas vezes cobertos com Bryophyta sensu lato e Selaginella denticulata. Na Espanha, no Parque Natural da Serra de Grazalema, vive em clareiras da mata, frequentemente próximo a Phlomis purpurea e Cistus albidus; protegido sob Ulex baeticus ou qualquer outra vegetação espinhosa quando o pasto é intenso. Às vezes cresce acompanhado por Orchis italica e Neotinea maculata. As flores pequenas, que não possuem esporão, mas produzem néctar que se acumulam em uma depressão localizada na base do labelo, são polinizadas por abelhas dos gêneros Eucera e Andrena.

## Descrição

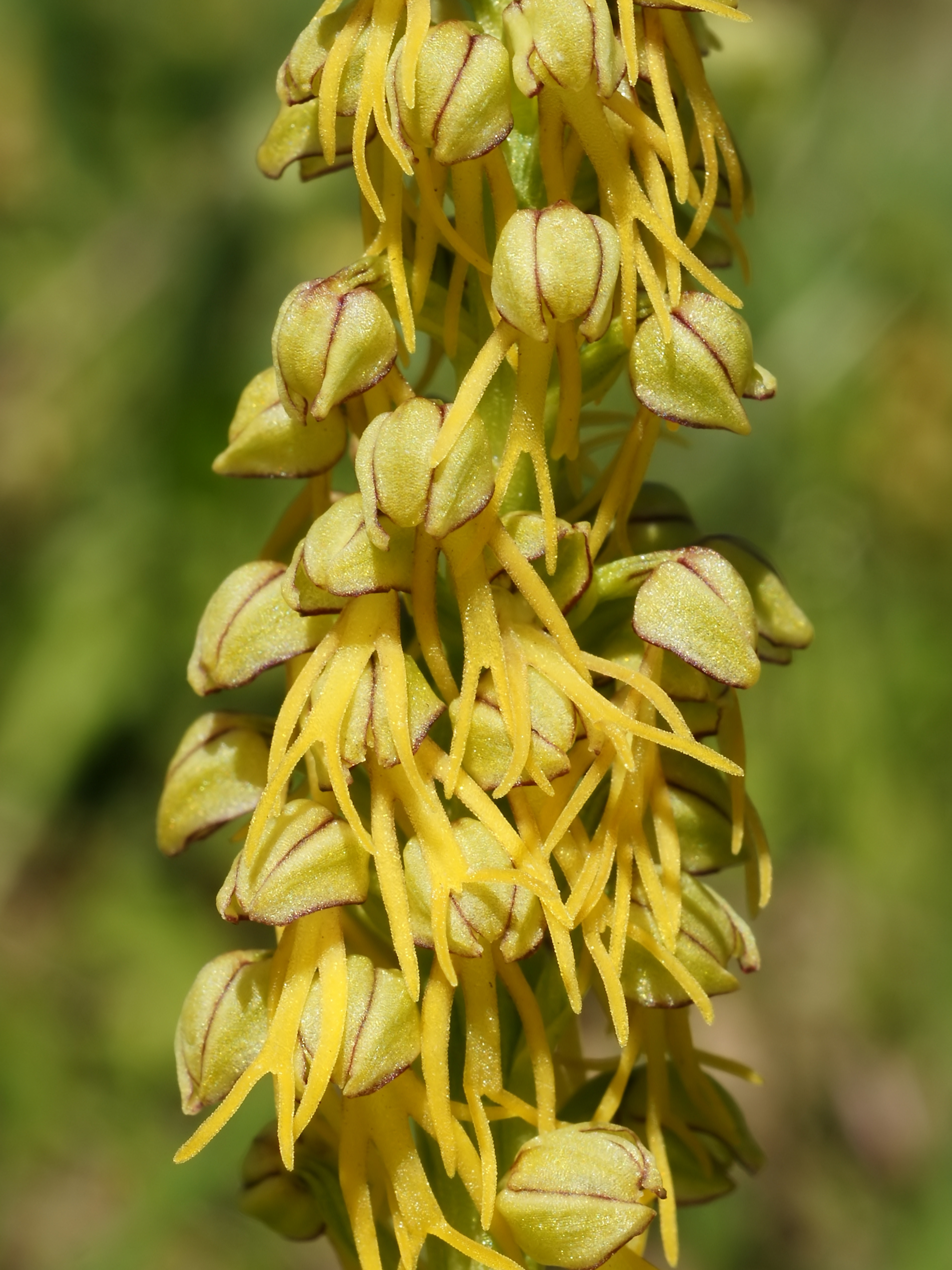
Aceras anthropophora
(L.) R. Br. (1814)

As folhas, que formam uma roseta foliar quase junto ao solo, são oblongo-lanceoladas, com um comprimento de 5 cm. Crescem desde o pseudobulbo que tem um tamanho máximo de 6 cm.
As inflorescências, que são erectas em espiga, saem da roseta basal de folhas e apresentam uma densa floração com flores pequenas, nas quais as três sépalas, de cor esverdeada com nervação central, estão unidas pelas bordas com uma quinta parte separada pelos extremos, formando uma espécie de casco que cobre a coluna. Debaixo de este casco sobressai o labelo, três vezes mais largo que as sépalas, estreito e com uma identação profunda que lhe dá um aspecto de uma língua viperina.
Florescem desde abril até junho. A cor das flores pode variar desde branco até esverdeado e alaranjado.

## Híbridos intergenéricos
- Orchiaceras bivonae (Orchis italica × Aceras anthropophorum)
- Orchiaceras spurium (Orchis militaris × Aceras anthropophorum)

## Filogenia
Alguns taxonomistas acreditam que Aceras deveria ser um sinônimo de Orchis, do qual é muito próximo.